# Црква светог великомученика Димитрија (Шиклош)
Црква светог великомученика Димитрија је један од православних храмова Српске православне цркве у Шиклошу (мађ. Siklós). Црква припада Будимској епархији Српске православне цркве.
Црква је посвећена светом великомученику Димитрију.

## Историјат
После протеривања Турака, крајем 17. века, у Шиклошу су се догодиле знатне промене. Срби су тада подигли своју прву богомољу коју су посветили светом Димитрију.
Друга по реду црква у Шиклошу је саграђена почетком 18. века. Црква је била од тврдог материјала. Године 1739-1740. мајстор Христофор Жехаровић је осликао зидни живопис. Ктитор цркве је био шиклошки трговац Петар Кара-Станковић.Иконостас потиче из прве половине 19. века.
После пожара, који се догодио негде почетком 19. века, стара црква је срушена и на њеном месту подигнута је садашња црква, већих димензија и у неокласицистичком стилу. У пожару је уништен и зидни животопис Христофора Жехаровића. Садашња, трећа по реду црква у Шиклошу је сазидана је 1806. године. Црква је велика варошка једнобродна грађевина, полукружне апсиде, правоугаоних певничких испуста, троспратног звоника покривеног једноставном пирамидалном капом.
Дуборезбарија иконостаса, преповедионица, певница и столова израђена је средином 19. века у неоокласицистичком маниру. Иконе на иконостасу сликао је око 1850. године непознати иконописац-занатлија.
Црква светог великомученика Димитрија у Шиклошу је парохија Архијерејског намесништва мохачког чији је Архијерејски намесник Јереј Зоран Живић. Администратор парохије је Јереј Милан Ерић.